# Rhombodera megaera
Rhombodera megaera är en bönsyrseart som beskrevs av Rehn 1904. Rhombodera megaera ingår i släktet Rhombodera och familjen Mantidae. Inga underarter finns listade i Catalogue of Life.